# Wieczne pretensje
Wieczne pretensje – polski film obyczajowy z 1974 roku w reżyserii i na podstawie scenariusza Grzegorza Królikiewicza.

## Obsada
- Bogusz Bilewski jako Rysio
- Franciszek Trzeciak jako Franek

## Nagrody
1975:
- 2. Festiwal Polskich Filmów Fabularnych w Gdańsku:
  - nagroda za zdjęcia – Bogdan Dziworski
  - nagroda dziennikarzy